# 27. marinski polk (ZDA)
Za druge 27. polke glejte 27. polk.
27. marinski polk (angleško 27th Marine Regiment) je deaktivirani marinski polk Korpusa mornariške pehote ZDA.

## Organizacija
- Štabna četa
- 1. bataljon 27. marinskega polka
- 2. bataljon 27. marinskega polka
- 3. bataljon 27. marinskega polka